# Anne Haast
Anne Haast (ur. 1 lipca 1993 w Dongen) – holenderska szachistka, arcymistrzyni od 2015 roku.

## Kariera szachowa
W 2009 r. zajęła IV m. w mistrzostwach Europy juniorek do 16 lat, rozegranych w Fermo. Od 2010 r. należy do ścisłej czołówki holenderskich szachistek. Pięciokrotnie zdobyła medale indywidualnych mistrzostw kraju: złoty (2014), dwa srebrne (2011, 2013) oraz dwa brązowe (2010, 2012). 
Reprezentowała Holandię w turniejach drużynowych, m.in.
- dwukrotnie na olimpiadach szachowych (w latach 2012, 2014)[2],
- dwukrotnie na drużynowych mistrzostwach Europy (w latach 2011, 2013); medalistka: indywidualnie – złota (2013 – na IV szachownicy)[3].

Normy na tytuł mistrzyni międzynarodowej wypełniła w latach 2008 (w Hoogeveen i Groningen) oraz 2010 (w Eindhoven, podczas finału mistrzostw Holandii). W 2013 r. podzieliła II m. (za Evą Moser, wspólnie z Anastasiją Sawiną) w kołowym turnieju w Wiedniu.
Najwyższy ranking w dotychczasowej karierze osiągnęła 1 sierpnia 2014 r., z wynikiem 2324 punktów zajmowała wówczas 2. miejsce (za Peng Zhaoqin) wśród holenderskich szachistek.